# Pasir Sialang Jaya
Pasir Sialang Jaya is een bestuurslaag in het regentschap Indragiri Hulu van de provincie Riau, Indonesië. Pasir Sialang Jaya telt 876 inwoners (volkstelling 2010).